# Jan Joosten van Lodensteyn

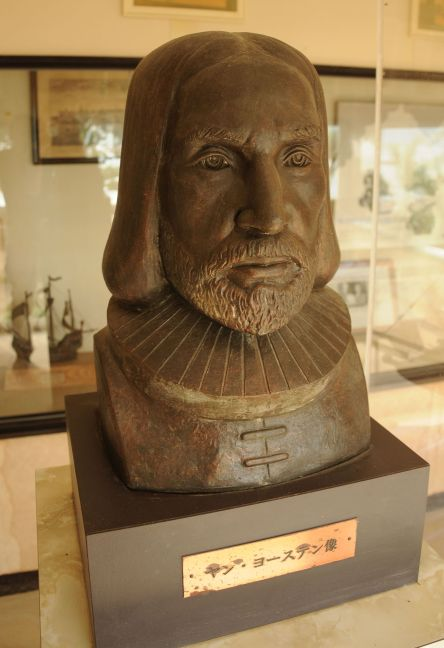
Büste von Jan Joosten van Lodensteyn im Kuroshima Museum

Jan Joosten van Lodensteyn (* 1556 in Delft, Holland; † 1623 ertrunken im Südchinesischen Meer, kurz Jan Joosten) war zweiter Maat und einer der Schiffsgenossen des besser bekannten William Adams auf seiner Reise nach Japan auf dem holländischen Schiff Liefde.

## Herkunft
Jan Joosten van Lodensteyn wurde 1556 als Sohn des Joost Jansz van Lodensteyn (* 27. Mai 1536 in Delft) und der Barbertje Pieters geboren.

## Frühe Zeit in Japan
Ähnlich wie William Adams wurde Jan Joosten ein Vertrauter des Shogun Tokugawa Ieyasu. Er war ein Ratgeber für äußere und militärische Angelegenheiten und trug zur Entwicklung der Beziehungen zu Holland und England bei, damit schwächte er den Einfluss Portugals und Spaniens.
Joostens japanischer Name war Yayōsu (jap. 耶楊子), abgeleitet von den ersten Silben seines Namens im Japanischen Yan Yōsuten. Für seine Dienste erhielt er ein Haus in Edo (heutiges Tokio) in einem Teil der Stadt. Dieser soll später nach ihm benannt worden sein und heißt in der heutigen Aussprache Yaesu.

## Handel zwischen Japan und Südostasien
Jan Joosten soll ein Vermögen im Handel zwischen Japan und Südostasien gemacht haben. Er betrieb mehrere Rotsiegel-Schiffe unter der Lizenz von Ieyasu. Zu einem Zeitpunkt nach 1621 soll Jan Joosten zehn Rotsiegelschiffe besessen haben. Es wird von holländischen Händlern in Ayutthaya in Siam (heute Thailand) berichtet, dass er 1613 an Bord reich beladener Dschunken gesichtet wurde.
Es wird auch berichtet, dass Joosten auf einem seiner Schiffe in Indien gewesen ist, zusammen mit dem japanischen Abenteurer und Schriftsteller Tenjiku Tokubei. Jan Joosten soll ein cholerisches Temperament gehabt und sich betrunken haben, so dass er schließlich nicht mehr bei Hofe willkommen war.
Jan Joosten ertrank im Südchinesischen Meer, als 1623 das Schiff sank, auf dem er von einer Handelsreise nach Batavia in Indonesien nach Japan zurückkehren wollte.